# Названия Кореи
Названия Кореи — слова, использующиеся для обозначения стран, находящихся на Корейском полуострове — КНДР, Республики Корея, а также исторического государства Кореи.

## Официальные названия
Сейчас на Корейском полуострове располагаются два государства — Северная и Южная Корея. Официальное название первого на русском языке — Корейская Народно-Демократическая Республика, КНДР (кор. 조선민주주의인민공화국?, 朝鮮民主主義人民共和國?, Чосон минджуджуи инмин конхвагук), второго — Республика Корея (кор. 대한민국?, 大韓民國?, Тэхан мингук). Современное слово «Корея» происходит от одной из исторических династий (Корё), правивших на Корейском полуострове.

## История
Самые ранние записи, относящиеся к Корее, сделаны китайцами и написаны с помощью китайских иероглифов, несмотря на то, что китайский и корейский языки далеки друг от друга. Даже после создания в Корее собственной письменности — хангыля — корейцы записывали свои имена и название страны с помощью ханчи, то есть адаптированных китайских иероглифов. Изначальное китайское произношение иероглифов, а нередко и значения с течением времени менялись, поэтому сейчас трудно восстановить оригинальное звучание и значение древних названий Кореи.

### Древняя история

#### Чосон
Около 2000 лет назад север Корейского полуострова и юг Маньчжурии принадлежал государству Кочосон (Древний Чосон). В китайских записях, которые относят к середине первого тысячелетия до н. э., название появилось как 朝鮮 (среднекит. trjew1 sjen1, древнекит. /*traw sar/). Это слово произносится в современном корейском языке как «Чосон» (조선). Часть «ко» (古), означающий «древний», используется для того, чтобы отличать тот Чосон от более поздней Династии Чосон. Первый из иероглифов, используемых в этом слове (朝), означает, в числе прочих, «утро», второй (鮮) — «свежий». Именно по этой причине поэтическое название Кореи — «Страна утренней свежести». Это словосочетание до сих пор используется применительно к Корее.
По мнению учёных, слово «Чосон» изначально не несло подобной смысловой нагрузки, отражая лишь фонетику названия страны в те времена.

#### Хан
После падения Кочосона на юге Корейского полуострова южнее реки Ханган существовали несколько племен или, возможно, союзов племён, совокупно называемых Самхан (삼한, «Три Хана»). Слово «хан» (한) присутствует и в названии «Хангук», использующемся в Южной Корее как самоназвание страны.
Три корейских государства, выросшие из племён Самхан — это Пэкче, Когурё и Силла. В середине 1 тысячелетия н. э. все они были объединены под властью Силла.

#### Силла
После покорения государством Силла в союзе с китайской империей Тан соседних Пэкче и Когурё в конце VII века возникло государство Объединённое Силла. Слово «Силла» записывается иероглифами как 新羅 (что, как и остальные древние названия Кореи, отражает лишь примерное звучания самоназвания, записанное китайскими иероглифами), что в современном корейском языке означает дословно «новая сеть». До сих пор исследователи не пришли к однозначному выводу о происхождении этого слова. Неизвестно также, является ли оно древнекорейским или древнекитайским.

#### Корё
В конце первого тысячелетия почти вся территория Корейского полуострова была объединена под властью одной династии. Основатель династии — Вангон — происходил из мест, когда-то принадлежавших Когурё, поэтому названием своей страны он выбрал слово «Корё» (高麗, 고려), которое происходит от более древнего слова «Когурё» (高駒麗, 고구려). Примерно в начале второго тысячелетия о Корё стало известно европейцам и арабам. Слово укоренилось во многих языках мира, и сейчас Корею знают именно под этим названием (почти во всех европейских языках слово, обозначающее Корею, звучит похоже на «Корё»).

### Чосон
В 1392 году после военного переворота к власти пришла новая династия — Ли, провозгласив государство Чосон (кор. 조선?, 朝鮮?).

### Тэхан чегук
В 1897 году государство сменило название на «Тэхан чегук» (대한제국, 大韓帝國), дословно — «Великоханская империя». «Хан» здесь означает то же, что и в названии племен Самхан (см. выше). В европейских языках получило распространение название Корейская империя. Название «Тэхан» присутствует и в названии «Хангук», использующемся в Южной Корее как самоназвание страны.

### XX век
После того, как Корея была аннексирована Японией в 1910 году, название было сменено на 朝鮮 («Чосон»; в японском произношении — «Тёсэн»). Во время этого периода существовало несколько организаций, боровшихся за независимость, в основном за пределами страны. Одной из них была организация «Тэхан мингук имси чонбу» (대한민국 임시정부, 大韓民國臨時政府), в переводе — «Временное правительство Республики великого народа Хан», известное как Временное правительство Республики Корея.
Независимость была обретена только после Второй мировой войны в 1945 году. Страна затем была разделена на зоны оккупации СССР и США.
В 1948 году на юге было провозглашено государство «Тэхан мингук» (대한민국, 大韓民國), означающее «Республика великого народа Хан», известная как Республика Корея. На севере же образовалось государство «Чосон минджуджуый инмин конхвагук» (조선 민주주의 인민공화국, 朝鮮民主主義人民共和國), в переводе — «Демократическая Народная Республика Чосон», известная как Корейская Народно-Демократическая Республика.

## Современное использование

### В Корее
Сегодня разговорным названием Кореи в Южной Корее является «Тэхан» или «Хангук», причём Южная Корея называется «Намхан» (남한, 南韓; «Южный Хан»), а Северная — «Пукхан» (북한, 北韓; «Северный Хан»). Менее формально южане называют КНДР — «Ибук» (이북, 以北; «Север»).
В КНДР используются названия «Чосон» для всей Кореи в целом, «Намджосон» (남조선, 南朝鮮; «Южный Чосон») для Южной Кореи и «Пукчосон» (북조선, 北朝鮮; «Северный Чосон») для Северной Кореи.
Соответственно, корейский язык называется «хангуго» (한국어, 韓國語) или «хангунмаль» (한국말) в Южной и «чосоно» (조선어) или «чосонмаль» (조선말) в Северной Корее. Корейская письменность называется хангыль (한글) в Южной и «чосонгыль» (조선글) в Северной Корее.
Язык, на котором говорят корейцы, проживающие на территории бывшего СССР, имеет ряд особенностей и отличается от литературных стандартов корейского языка, принятых в Южной Корее или КНДР. Самоназвание языка советских корейцев — корё мар или коремар (고려말). Он существенно отличается от стандартов современного корейского языка и представляет собой архаичный диалект северной провинции Хамгён.

### В Восточной Азии
В других восточноазиатских языках, чья терминология также формировалась под влиянием китайской, имеются свои аналоги для названий «Чосон» (朝鮮) и «Хангук» (韓國), которые используются для Северной и Южной Кореи, соответственно: в севернокитайском — «Чаосянь» и «Ханьго», в кантонском — «Чхиусинь» и «Хоньквок», в хокло — «Тьяусьень» (Tiâu-sián) и «Ханькок» (Hân-kok), в японском — «Тёсэн» и «Канкоку», во вьетнамском — «Чьеутьен» (Triều Tiên) и «Ханкуок» (Hàn Quốc). При этом для полуострова в целом в Китае и во Вьетнаме чаще используется аналог названия «Чосон», а в Японии — «Хангук».

### В западных странах
Как Северная, так и Южная Корея используют слово «Корея», когда переводят название своей страны на русский или европейские.
Латиницей название может записываться Korea или Corea. В английском языке сейчас почти всегда используется первый вариант; в романских и кельтских языках — второй.

### Корейцы за рубежом
До распада СССР в литературе, в том числе и научной, а также в быту широко использовалось понятие «советские корейцы» в качестве этнонима и самоназвания. В то же время, но в меньшей степени, употреблялись в качестве самоназвания словосочетания «чосон сарам» («человек из Чосон») и «корё-сарам» («человек из Корё»), причём последнее имело более широкое распространение и ныне утвердилось в обиходе. В Южной Корее их называют «корёин».
В Японии местные корейцы называются дзайнити (яп. 在日朝鮮人/韓国人 дзайнити тё:сэндзин/дзайнити канкокудзин), что также используется корейцами, живущими в Японии. В Южной Корее японских этнических корейцев называют «чеиль кёпхо».